# Карнотит
Карноти́т (англ. англ. Carnotite, от имени собственного) — одна из урановых слюдок, вторичный метасоматический радиоактивный минерал, продукт выветривания основных урановых руд, по составу — водный уранованадат калия с расчётной формулой K2(UO2)2(VO4)2•3H2O, причём, количество молекул воды в минерале носит переменный характер. Карнотит может находиться в песчаниках в виде мелких чешуек, за что и получил определение урановой слюды.
Минерал был впервые установлен в 1899 г. французскими геологами в штате Колорадо (США). Минерал был назван в честь Мари-Адольфа Карно, французского горного инженера и химика, брата убитого президента Франции.

## Открытие
Минерал впервые был найден и изучен в 1899 г. французскими учёными M. M. C. Freidel и E. Cumenge, которые определили его в породах из округа Монтрозе, США. Минерал был назван в честь Мари-Адольфа Карно, французского горного инженера и химика.
Первые образцы карнотита незадолго до начала Первой мировой войны были доставлены в Россию Владимиром Вернадским, который получил материал не в Колорадо, добираться куда было слишком хлопотно и дорого, а от нью-йоркских учёных, коллекционеров и меценатов, с которыми ему удалось установить личные контакты.:66

## Нахождение в природе
Карнотит может находиться в песчаниках в виде чешуек. Высокое содержание урана делает минерал радиоактивным, и в то же время важным для добычи этого элемента. Это вторичный минерал урана и ванадия, который находится преимущественно в осадочных горных породах (образуется в зоне окисления осадочных месторождений). Является важным для добычи минералом в плато Колорадо, США, где он находится в окаменелой древесине и в песчаниках. Также, находится в штатах Вайоминг, Аризона, Юта. В малых количествах может находиться в Грантс и округе Карбон.

## Схожие минералы
Минерал может ассоциироваться со следующими минералами: тюямунит, метатюямунит, фольбортит, тангеит, пинтадоит, хьюэттит, россит, барит.
Карнотит является титульным минералом так называемой группы карнотита (группы ванадатов уранила), сформированной, в основном, после 1940-х годов. Первыми минералами группы карнотита стали маргаритасит, сенжьерит и тюямунит. Два последних можно рассматривать, соответственно, сенжьерит — как медный карнотит, а тюямунит — как кальциевый карнотит. Расчётные формулы трёх минералов представляют полную аналогию: калий в карнотите замещается в одном случае медью, а в другом — кальцием.:126
Кроме перечисленных выше, в группу карнотита также входят: маргаритасит, метатюямунит, стрелкинит, вануралит, также можно назвать близкие к ней в химическом отношении кюрьенит и франсвиллит.
В рудных зонах выветривания и окисления уран весьма легко мигрирует, чем принципиально отличается от тория (и его минералов), и при первой же провокации выпадает из раствора в осадок, что, как правило, происходит в присутствии фосфорной, мышьяковой и ванадиевой кислот, образуя минералы, в которые входит в виде двойных солей. Главным примером подобного рода является — карнотит, однако только по встречаемости в рудах. Другие вторичные минералы урана находится в той же парадигме.:129